# خوسيه إغناثيو فرنانديز غارسيا
خوسيه إغناثيو فرنانديز غارسيا (بالإسبانية: José Ignacio Fernández García)‏ هو مدرب كرة قدم ولاعب كرة قدم إسباني، ولد في 1973 في خيخون في إسبانيا.